# 16-Punkte-Plan
Der 16-Punkte-Plan bezeichnet eine Liste von Forderungen des Deutschen Reiches, welche im August 1939 als „Friedensvorschlag“ veröffentlicht wurden und im deutschen Rundfunk am 31. August 1939 verlesen wurden. Dabei wurde mitgeteilt, dass diese Punkte von Polen abgelehnt worden wären, was nicht zutraf. Die Veröffentlichung diente wie der Überfall auf den Sender Gleiwitz vom selben Tag der Legitimierung des Überfalls auf Polen, der bereits beschlossene Sache war.

## Hintergrund
Am 23. August war mit der Sowjetunion der Ribbentrop-Molotov Pakt beschlossen worden, der in einem geheimen Zusatzprotokoll Ostmitteleuropa in eine deutsche und eine sowjetische Interessensphäre teilte. Das war die Grundlage für den deutschen Angriff am 1. September. Am 17. September folgte die sowjetische Besetzung Ostpolens.
Am 29. August 1939 hatte Adolf Hitler dem britischen Botschafter Nevile Henderson erklärt, er sei bereit, die Verhandlungen mit Polen wieder aufzunehmen. Dazu müsse ein polnischer Bevollmächtigter binnen 24 Stunden nach Berlin kommen. Grundsätzlich waren zwar Polen und auch Großbritannien zu Verhandlungen bereit. Aufgrund der ultimativen Forderung Hitlers entschied die britische Regierung, sie erst nach Ablauf der gesetzten Frist nach Warschau weiterzuleiten. In der Nacht zum 31. August las Außenminister Joachim von Ribbentrop Henderson die 16 Punkte vor, weigerte sich aber gegen jede diplomatische Gepflogenheit, ihm das entsprechende Schriftstück auszuhändigen. Da kein polnischer Vertreter erschienen sei, sei der Vorschlag sowieso hinfällig. Erst am folgenden Mittag erschien der polnische Botschafter Józef Lipski im Auswärtigen Amt und suchte um eine Audienz bei Ribbentrop nach. Man ließ ihn erst fünf Stunden später vor, und da er die von Hitler geforderte Verhandlungsvollmacht nicht hatte, fertigte ihn Ribbentrop kurz mit der Auskunft ab, er werde dem „Führer“ hiervon Kenntnis geben. Damit waren die deutsch-polnischen Beziehungen abgebrochen.
Zum Zeitpunkt der Radio-Übertragung am selben Tag hatte Hitler bereits den Angriffsbefehl für den 1. September 1939 erteilt.

## Inhalt
Die sechzehn aufgeführten Punkte umfassten u. a. die Rückkehr der Freien Stadt Danzig zum Deutschen Reich, eine Volksabstimmung über die Zugehörigkeit des Polnischen Korridors, Einrichtung von freiem Transitverkehr und wechselseitigen Bevölkerungsaustausch bzw. Minderheitenschutz.

## Rezeption
Der Historiker Karl Dietrich Erdmann vertrat 1959 die Ansicht, Polen hätte sich geweigert, „sachliches Entgegenkommen in den Fragen zu zeigen, die seit den unglücklichen Bestimmungen des Versailler Vertrages geregelt werden mußten“. Dadurch habe es seine eigene „moralische Position“ gegenüber den deutschen „Zumutungen gegen die polnische Integrität und Unabhängigkeit“ geschwächt. Demgegenüber stellt Klaus Hildebrand heraus, dass das deutsche Verhandlungsangebot nur ein Alibi gegenüber der eigenen Bevölkerung gewesen sei. Sein Entschluss zum Krieg stand längst fest. Nach Hermann Graml waren die 16 Punkte gar nicht als Grundlage für Verhandlungen gedacht, sondern dazu, sie „zerplatzen“ zu lassen. In seiner Rede vor dem Deutschen Reichstag am 1. September 1939 sei Hitler „nur seltsam beiläufig“ darauf eingegangen. Auch Peter Longerich betont den „rein propagandistischen Charakter“ des 16-Punkte-Memorandums, da die Deutschen vor Beginn ihres Überfalls weder der polnischen noch der britischen Seite Gelegenheit gaben, dazu Stellung zu beziehen.